# 文法翻譯法
文法翻譯法 (英語：Grammar-translation method) ，亦称语法翻译法，是一種外語或第二語言教學法，此教學法盛行於16—17世紀的歐洲。文法翻譯法起源於拉丁語教學法，當時大部分學術性文章和書籍也用拉丁語記載，在16世紀初， 政府、學業界和業務界等機構，拉丁語成為最廣泛的學習外語，後來拉丁語逐漸被其他語言取替，例如英語和法語。
由於拉丁語不再為最普遍的語言， 學生很少會把學習拉丁語為主要溝通的目的（原因是使用率下降）。與此同時，文法翻譯法的出現，正因為當時的書籍和文章以拉丁語為主，所以學生必須學會拉丁語為閱讀和翻譯等學術性的用途。 此種教學法的特點是用學生的母語為主的教學模式，而不是外語。學生主要學習語法規則，最終目標是希望學生能夠自如地應用目標語言 (任何第二語言) 和母語，而且能夠推動學生的普通智力發育。
在文法翻譯法，老師會向學生詳細講解文法規則，然後给予大量的文法練習 (例如填充題、選擇題、造句或是文法的測驗) ，學生需要死記語法規則。此種教學法提倡讓學生從不斷操練 (做語法操練和翻譯句子) 去精熟文法、字彙、詞彙。此外，這種方法著重於讀寫，並著眼於加強學生的閱讀和翻譯的能力。在相比之下，此教學法是沒有任何口語或聽力練習，再加上很少注意語言的實際使用，因此口語和聽力都被忽視。 